# Записки (Windows)
Записки (англ. Sticky Notes) — это приложение для заметок на рабочем столе, входящее в состав Windows 7, Windows 8, Windows 8.1, Windows 10 и Windows 11. Он присутствовал в Windows Vista как гаджет для боковой панели Windows и появился в Windows XP Tablet Edition в 2002 году. Программа позволяет пользователям делать заметки с помощью окон на рабочем столе, как для заметок.

## Разработка
Первоначальный гаджет Sticky Notes был одним из многих, включенных в Windows Vista. Хотя гаджеты были продолжены в Windows 7, Sticky Notes был удален из списка и стал отдельным приложением, построенным на платформе Win32, которое все ещё могло открываться при запуске. Эта версия не поддерживает прямой ввод пером. Цвет по умолчанию — жёлтый, но предлагается пять других цветов. В Sticky Notes есть переходы и предварительный просмотр панели задач, на котором заметки отображаются в стопке. Заметки сохраняются автоматически. Эта версия была повторно использована в Windows 8 и первых выпусках Windows 10.
В юбилейном обновлении Windows 10, выпущенном в 2016 году, была представлена новая версия Sticky Notes, построенная на универсальной платформе Windows. Его можно запустить как отдельное приложение или как часть рабочего пространства Windows Ink. Последний метод приводит к размытию пространства за нотами. Новая версия напрямую принимает перьевой ввод и может распознавать слова и буквы в рукописном тексте. Он имеет интеграцию с Кортаной и может создавать напоминания из заметок, содержащих дату. В отличие от версии для Windows 7, предварительный просмотр панели задач этой версии показывает изображение, а не заметки, созданные пользователем.

## Кроссплатформенность
Sticky Notes может синхронизировать заметки на нескольких устройствах, не только с устройствами Windows 10, но и с устройствами iOS и Android, на которых работает Microsoft OneNote. Веб-клиент для редактирования заметок также доступен на веб-сайте OneNote по малоизвестному onenote.com/stickynotes.
На устройствах Android, Microsoft Launcher может отображать стикеры, синхронизированные с локальным экземпляром приложения OneNote.